# Каменка (село, городской округ Ступино)
Каменка — село в Ступинском районе Московской области России в составе городского поселения Ступино (до 2006 года входило в Городищенский сельский округ). На 2016 год в Каменке три улицы и одно садоводческое товарищество. Село связано автобусным сообщением с райцентром Ступино.
Каменка расположена на юго-востоке района, на левом берегу реки Хочёмки, высота центра деревни над уровнем моря — 188 м. Ближайшие населённые пункты: Сенькино — через реку на западе и Ольхово в 1 км на север.
Постановлением Губернатора Московской области от 22 февраля 2019 года № 78-ПГ категория населённого пункта изменена с «деревня» на «село».

## Население
| 2002 | 2006 | 2010 |
| ---- | ---- | ---- |
| 11   | ↘4   | →4   |